# Paratanytarsus chlorogyne
Paratanytarsus chlorogyne är en tvåvingeart som först beskrevs av Maurice Emile Marie Goetghebuer och Lenz 1938.  Paratanytarsus chlorogyne ingår i släktet Paratanytarsus och familjen fjädermyggor. Inga underarter finns listade i Catalogue of Life.